# Apocephalus collatus
Apocephalus collatus är en tvåvingeart som beskrevs av Brown 2002. Apocephalus collatus ingår i släktet Apocephalus och familjen puckelflugor. Inga underarter finns listade i Catalogue of Life.